# 費比厄斯鎮區 (密歇根州)
費比厄斯鎮區（英語：Fabius Township）是位於美國密歇根州聖約瑟夫縣的一個行政鎮區。

## 地方資料
費比厄斯鎮區的面積為91.50平方千米，當中陸地面積為83.80平方千米，而水域面積為7.70平方千米。根據2020年美國人口普查的數據，當地共有人口3311人，而人口密度為每平方千米36.19人。